# Manekia venezuelana
Manekia venezuelana là một loài thực vật có hoa trong họ Hồ tiêu. Loài này được (Steyerm.) T.Arias, Callejas & Bornst. mô tả khoa học đầu tiên năm 2006.